# کیسک، آلتا وراپاس
کیسک، التا وراپاز (به اسپانیایی: Chisec) یک شهرداری در گواتمالا است که در استان التا وراپاز واقع شده‌است.

## خصوصیات
کیسک ۶۹٬۳۲۵ نفر جمعیت دارد و ۲۳۰ متر بالاتر از سطح دریا واقع شده‌است.